# Bundesregierung Schuschnigg IV
Die Bundesregierung Schuschnigg IV war vom 16. Februar 1938 bis zum 11. März 1938 im Amt (siehe Ständestaat (Österreich)). Regierungschef war bis zu seinem Rücktritt Kurt Schuschnigg.
Die Bildung dieser Bundesregierung war Resultat des Berchtesgadener Abkommens vom 12. Februar 1938. Darin forderte Hitler ultimativ die Einsetzung der nationalsozialistischen Vertrauensleute Arthur Seyß-Inquart als Innen- und Sicherheitsminister, Edmund Glaise-Horstenau als Heeresminister und Hans Fischböck als Finanzminister. Schuschnigg und Staatssekretär Guido Schmidt erreichten, dass keine nationalsozialistischen Heeres- und Finanzminister eingesetzt werden mussten, dafür würde man den strikt antinationalsozialistischen Generalstabschef Alfred Jansa abberufen. Bundespräsident Wilhelm Miklas, dessen Aufgabe es war, neue Regierungsmitglieder zu ernennen, weigerte sich zuerst, Seyß-Inquart das Ressort der Exekutive zu überlassen. Erst als Schuschnigg seinen Rücktritt in den Raum stellte, willigte Miklas ein.
Vom 11. März 1938 bis zum „Anschluss“ Österreichs zwei Tage später war Arthur Seyß-Inquart Bundeskanzler der Bundesregierung Seyß-Inquart.

## Mitglieder
- Bundeskanzler: Kurt Schuschnigg
- Vizekanzler: Ludwig Hülgerth
- Bundesminister (für die Auswärtigen Angelegenheiten): Guido Schmidt
- Bundesminister (mit der sachlichen Leitung der Angelegenheiten der inneren Verwaltung und des Sicherheitswesens betraut): Arthur Seyß-Inquart
- Bundesminister ohne Portefeuille (im Bundeskanzleramt): Edmund Glaise-Horstenau
- Bundesminister ohne Portefeuille (im Bundeskanzleramt): Guido Zernatto
- Bundesminister ohne Portefeuille (im Bundeskanzleramt): Hans Rott
  - Staatssekretär (für Sicherheitswesen): Michael Skubl
- Bundesminister für Justiz: Ludwig Adamovich
- Bundesminister für Unterricht: Hans Pernter
- Bundesminister für soziale Verwaltung: Josef Resch
  - Staatssekretär (für die Angelegenheiten des gesetzlichen Schutzes der Arbeiter und Angestellten): Adolf Watzek
- Bundesminister für Finanzen: Rudolf Neumayer
- Bundesminister für Land- und Forstwirtschaft: Peter Mandorfer
  - Staatssekretär (für die Angelegenheiten der Forstwirtschaft): Franz Matschnig
- Bundesminister für Handel und Verkehr: Julius Raab
  - Staatssekretär (für die Angelegenheiten der Industrie): Ludwig Stepski-Doliwa
- Bundesministerium für Landesverteidigung: mit der Leitung betraut: Kurt Schuschnigg, Bundeskanzler
  - Staatssekretär: Wilhelm Zehner